# ガーデンズ・バイ・ザ・ベイ
ガーデンズ・バイ・ザ・ベイとはシンガポール中央の埋立地に作られた101ヘクタール (250エーカー)ほどの広さの国立公園である。この場所はマリーナ溜池と隣接している。この公園はベイ・サウス・ガーデン、ベイ・イースト・ガーデンとベイ・センター・ガーデンの3つの水辺に面した庭園から構成されている。この中で最大の庭園はベイ・サウス・ガーデンで広さは54ヘクタール (130エーカー)ほどである。
ガーデンズ・バイ・ザ・ベイはシンガポールの政策であるガーデン・シティから庭の中にある街を目指すプロジェクトの一端を担っている。この声明は緑化を推進することでQoLの向上を狙っている。
最初の宣言は2005年の国民集会でリー・シェンロン首相が行い、ガーデンズ・バイ・ザ・ベイはシンガポール最大の都市の憩いの場、かつ国家の象徴とするつもりであると述べている。
2006年にこの公園のデザインに関する国際コンペが行われ、24カ国の170社から70を超えるエントリーがあった。コンペの結果、グラント・アソシエイツとドミニック・ホワイトという2つのイギリスの会社がベイ・サウス・ガーデンとベイ・イースト・ガーデンのデザインの契約を与えられた。
デザインのリードであるグラント・アソシエイツと合同で、ベイ・サウスのデザインチームが結成された。このチームにはウィルキンソンエイル、アトリエ・テン（環境デザインコンサルタント）、アトリエ・ワン（構造設計）が協力していた。これらの会社はシンガポールの多数の企業を支援しており、その中の企業にCPGコンサルタント（構造、公共インフラ、機械、電気）、マインハート・インフラストラクチャー（公共インフラ）、ランドン＆シーア（費用コンサルタント）、PMリンク（プロジェクトマネジメント）が含まれていた。
2012年6月29日にオープン。
この公園はとても人気があり、2014年には640万人が来場し、2015年11月には来場者数の合計が2000万人を超えた。

## ベイ・センター・ガーデン

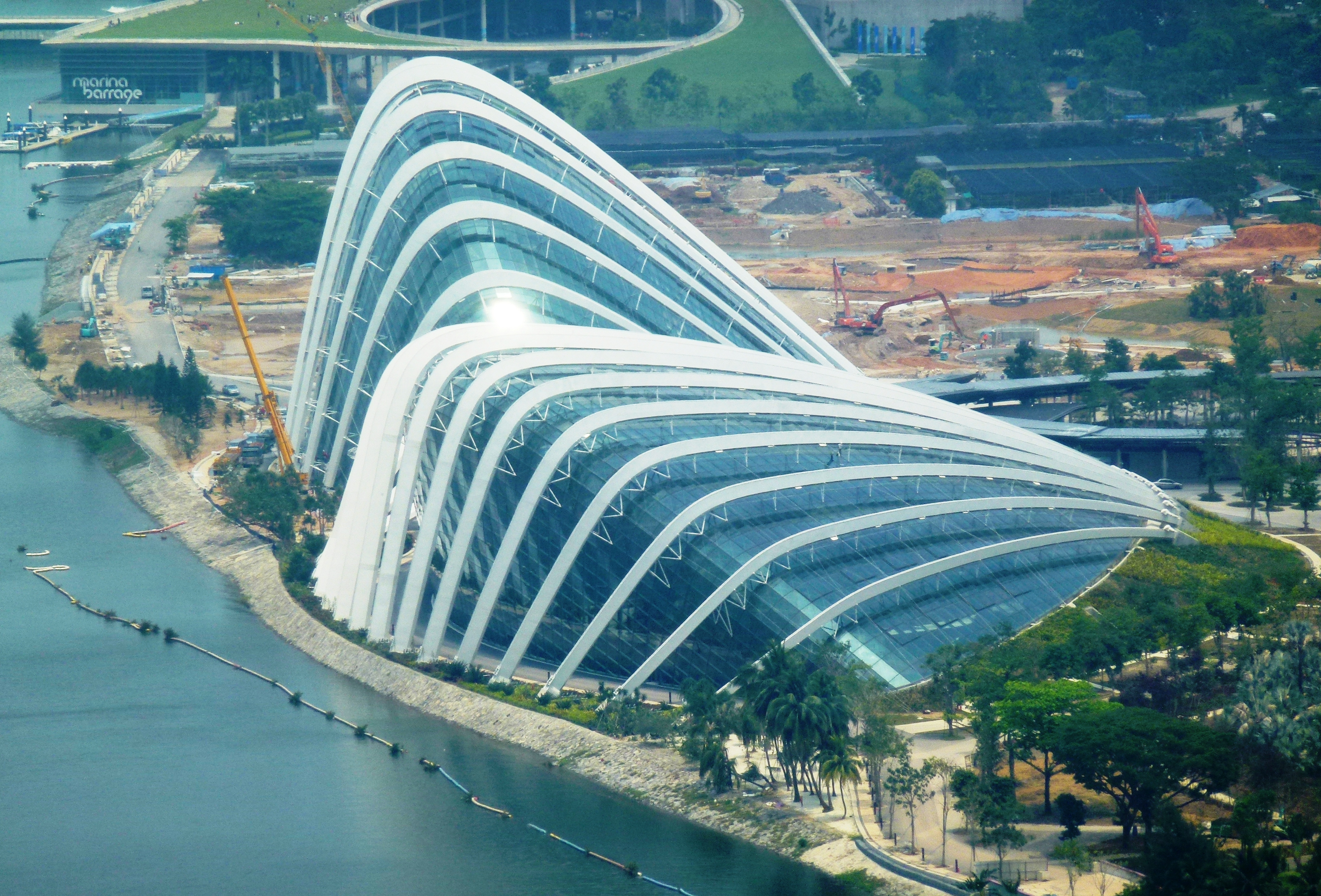
2012年のガーデンズ・バイ・ザ・ベイ

ベイ・センター・ガーデンはベイ・サウスとベイ・イーストを接続する機能を取り持つ。ベイ・センター・ガーデンは15ヘクタール (37エーカー)ほどの敷地に、3-キロメートル (1.9 mi)の海浜遊歩道をもち、都心からシンガポールの東に向かう景色のよい風景が見られる。ベイ・センター・ガーデンの拡張が数年以内に予定されている。

## ベイ・イースト・ガーデン

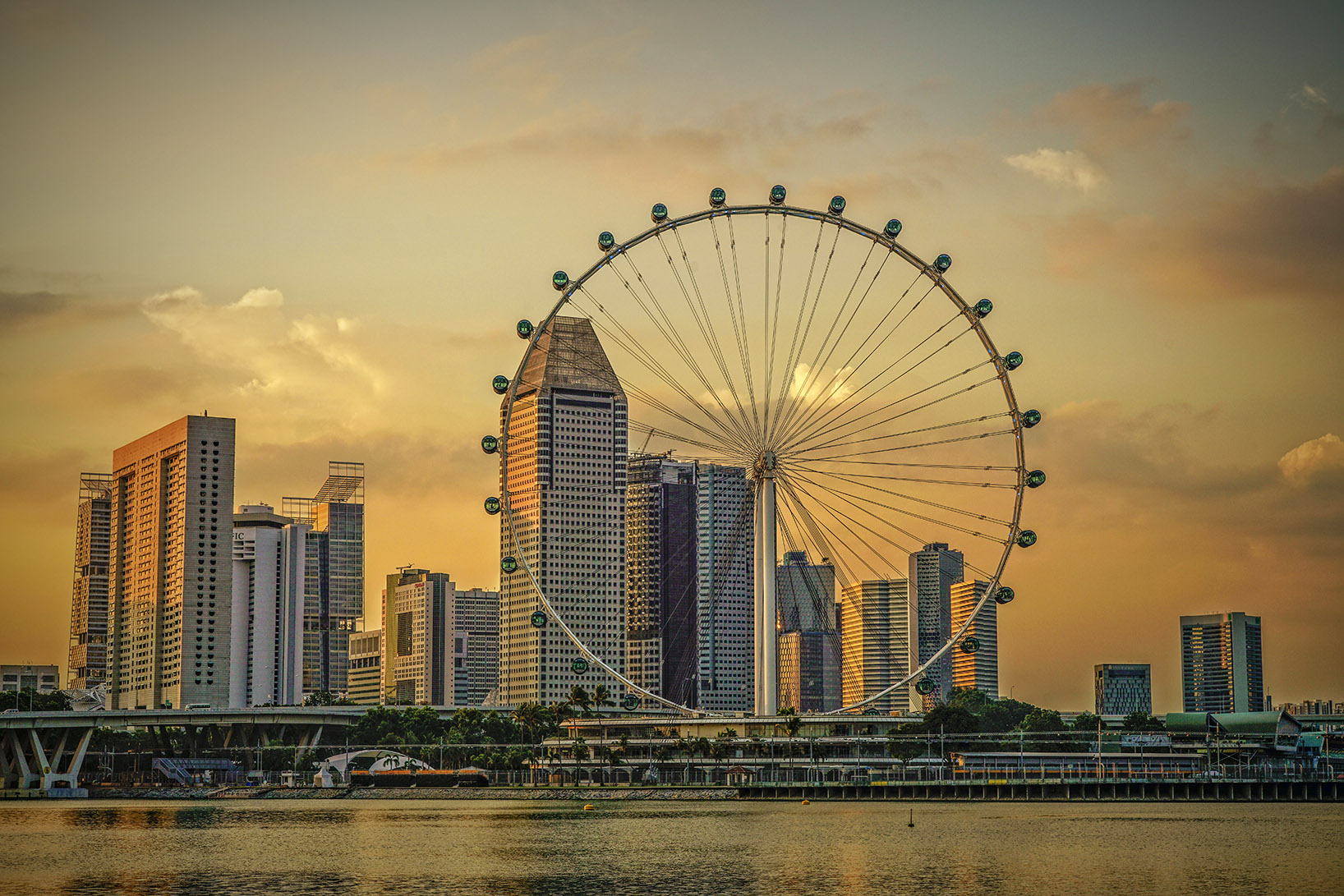
ガーデンズ・バイ・ザ・ベイから見る夕焼け

ベイ・イースト・ガーデンは32ヘクタール (79エーカー)ほどの敷地に、マリーナ溜池の縁に2-キロメートル (1.2 mi)の海浜遊歩道を持つ。2010年にはシンガポールユースオリンピックのために一時的にベイ・イースト・ガーデン内に競技場が設営された。2011年の10月にベイ・イースト・ガーデンの第一段階が公開され、マリーナ・バラージへこちらから行くことが出来るようになった。
ベイ・イースト・ガーデンは大きな熱帯植物の葉が重なった形を元にデザインされており、それぞれに固有のデザイン、特性、テーマがある。5つの一直線に入江が風の流れを遮り、海岸線を拡大されている一方、風と水がこの地を通り抜ける事でこのエリア周辺を冷却している。
ベイ・イースト・ガーデンは都市の地平線の景観を損なわないように設計されている。またベイ・イースト・ガーデンは今後水をテーマにした開発が予定されている。

## ベイ・サウス・ガーデン

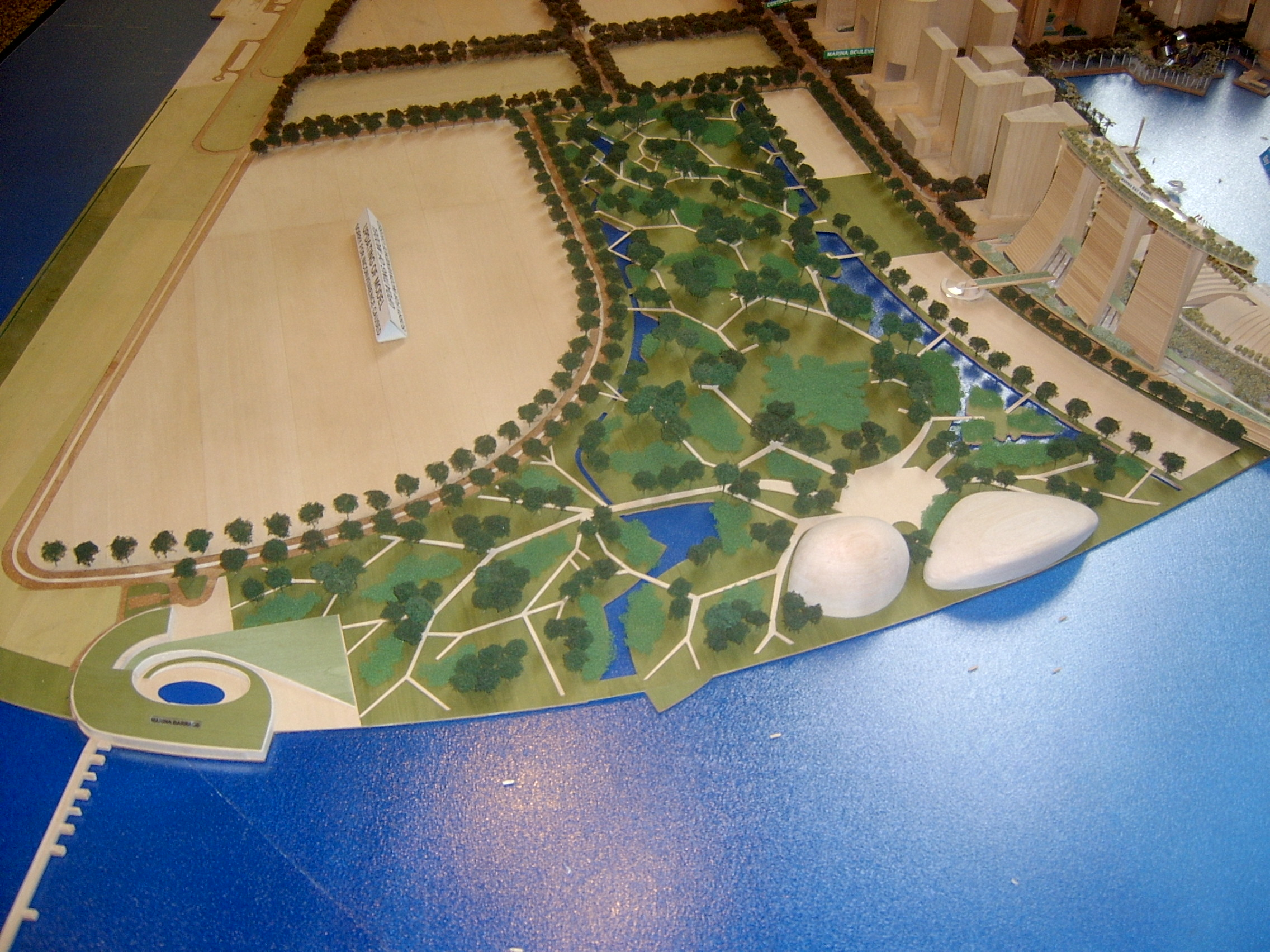
都市再開発庁によるマリーナ・サウスの将来図

ベイ・サウス・ガーデンは2012年の6月29日に公開された。ガーデンズ・バイ・ザ・ベイの3つのガーデンの中で最大の54ヘクタール (130エーカー)の広さを持ち、熱帯園芸と園芸芸術の最良のショーケースとなる事を目指している。
ベイ・サウス・ガーデンの基本計画はシンガポールと熱帯の象徴である蘭を元に着想されている。なおバンダ・ミス・ジョアキムという蘭の品種はシンガポールの国花である。蘭は水辺に根（温室）を張り、葉（地形）と芽（道）と2つ目の根（水と電気と連絡線）は重要な交差点である花（スーパーツリー）と共に統合された網を形成している。

## アクセス
MRTトムソン・イーストコースト線のガーデンズ・バイ・ザ・ベイ駅（2022年開業）が最寄り駅である。ほかにMRT南北線のマリーナ・ベイ駅が近い。
またガーデンズ・バイ・ザ・ベイには400番のバスが運行されている。